# Henry Fane (1669-1726)
Henry Fane (1669 – 1726) de Brympton, Somerset est un arrière-petit-fils de Francis Fane, 1er comte de Westmorland et père de Thomas Fane, 8e comte de Westmorland.

## Biographie
Henry est né en 1669, le quatrième fils de Francis Fane, dramaturge de la restauration, et Hannah, fille de John Rushworth du comté d'Essex. Il est le deuxième fils à être nommé Henry.
Henry fait fortune grâce à la course et au commerce de Bristol en Afrique de l'Ouest et aux Antilles . Il est Clark de la Society of Merchant Venturers de la ville de Bristol de 1701 à 1726 lorsque son fils Thomas lui succède .
Henry a épousé Anne, sœur et cohéritière de John Scrope de Wormsley, et petite-fille du régicide Adrian Scrope qui a été pendu et écartelé après la restauration comme l'un des régicides de Charles Ier . Ils ont trois fils qui atteignent l'âge adulte: 
- Francis qui est devenu commissaire chargé du commerce et des plantations et membre du Parlement britannique. Il est décédé en 1757;
- Thomas qui a hérité du titre de comte de Westmorland, à la mort de John Fane, 7e comte de Westmorland en 1762.
- Henry qui est devenu l'un des greffiers en chef du Conseil du Trésor, l'un des greffiers en chef du Conseil privé et un député.

Henry et Anne ont une fille, Mary (décédée en octobre 1773). Elle s'est mariée deux fois, la première avec John Henley de Bristol et la seconde avec le Dr Samuel Creswick, doyen de Wells.
Henry est décédé le 19 décembre 1726 et est enterré à Westbury-on-Trym dans le Gloucestershire.